# Samuel et la Mer
Samuel et la Mer est une mini-série canadienne en 4 épisodes de 45 minutes scénarisée par Guy Fournier et diffusée entre le 16 mars 2004 et le 6 avril 2004 à la Télévision de Radio-Canada.

## Synopsis
Série dramatique acadienne qui raconte, en quatre épisodes, une histoire contemporaine branchée sur la réalité acadienne d'aujourd'hui.

## Distribution
- Philippe Melanson : Samuel LeBlanc
- Macha Limonchik : Suzanne LeBlanc
- Jacques Godin : Gilbert Robichaud
- Diane Losier : Florence Chiasson
- Roger Léger : Ferdinand Chiasson
- Robert Gauvin : Bernard Gallant
- Amélie Bonenfant : Hélène Poirier
- Patrick Hivon : Sébastien
- Jill Frappier : Kate Robichaud
- Hélène Eugénie Roy : Colette LeBlanc
- Éloi Savoie : André LeBlanc
- Marcel Jeannin : Tom
- Jean-François Mallet : Simon Robichaud
- Ginette Ahier : Camille Cormier
- Fabien Melanson : Michel Ti-Gars Chiasson
- Luc Leblanc : William Cyr
- Sonya Doucet : femme de William Cyr
- Père Yvon Arsenault : curé Thériault
- Réjean Cournoyer (en) : Antonio Trahan
- Yves Turbide : policier John

## Fiche technique
- Histoire originale : Robert Haché et Sam Grana
- Scénario : Guy Fournier et André Melançon avec la collaboration de Mario Bolduc
- Dialogues : Guy Fournier
- Réalisateur : Pierre Gang
- Productrice déléguée : Sylvie Roy
- Producteurs exécutifs : Sam Grana et Vivianne Morin
- Producteurs : Sam Grana, Louis Laverdière et Lorraine Richard
- Production : Les Productions GRANA et Cité-Amérique